# Richard Constantini
Pour les articles homonymes, voir Constantini.
Richard Constantini est un acteur français né le 24 janvier 1965.

## Filmographie
- 1975 : Un sac de billes de Jacques Doillon : Joseph
- 1977 : Les Passagers de Serge Leroy : Marc
- 1978 : Attention, les enfants regardent de Serge Leroy : Dimitri
- 1978 : Vas-y maman de Nicole de Buron : Julien
- 1979 : Les Givrés d'Alain Jaspard : Richard